# Ivan Županc
Ivan Županc (partizansko ime Johan), slovenski aktivist Osvobodilne fronte na Koroškem, * 4. april 1915, Obirsko (nemško Ebriach) v Podjuni, † 14. oktober 1943, Celovec.
Bil je gozdni delavec. Leta 1939 je pobegnil v Jugoslavijo in se septembra 1941, ko se je vključil v Mokronoško partizansko četo, pridružil Narodnoosvobodilnemu boju. Jeseni 1942 sta s Stenetom Mrharjem na Koroškem organizirala mrežo prvih odborov Osvobodilne fronte; te je nacistična policija pozneje skoraj v celoti odkrila in razbila. Od pomladi 1943 je znova deloval v domačih krajih in bil član Okrožnega odbora Osvobodilne fronte v Podjuni. Pri Šmarjeti v Rožu (nemško St. Margareten im Rosental) je padel v nemško zasedo, bil hudo ranjen in ujet. Umrl je v celovški bolnišnici.